# NGC 2894
NGC 2894 (również PGC 26932 lub UGC 5056) – galaktyka spiralna (Sa), znajdująca się w gwiazdozbiorze Lwa. Odkrył ją William Herschel 23 stycznia 1784 roku.